# 山西路堂

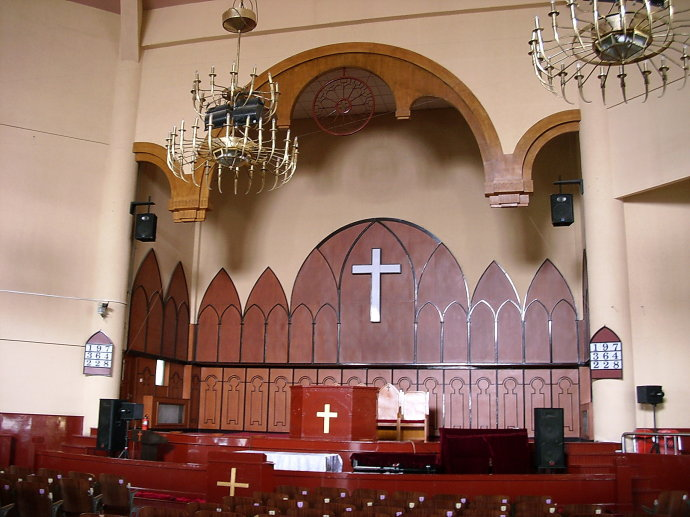
山西路基督教会主礼拜堂内景

山西路堂，原名维斯理堂曾是天津最大的基督教新教教堂，由美以美会（后称卫理公会）创建。1995年后异地重建为“山西路堂”，仍是天津最大的基督教新教开放活动场所，亦是天津市基督教三自爱国运动委员会以及天津市基督教协会所在地。

## 历史
1872年，美以美会牧师达吉瑞来到天津，创立维斯理堂，堂名系纪念循道宗创始人约翰·卫斯理。最初借住紫竹林圣道堂，随后在海大道买地建造教堂。1903年，美以美会把旧堂出售，在法租界福煦将军路（俗名梨栈大街，今滨江道）购地3亩多，到1913年建成新堂，建筑面积2249平方米，由美国牧师达吉瑞主持。维斯理堂正堂的建筑式样为八角形，别名“八角楼”，设有700个座位，另有较小的外堂。维斯理堂是天津最大的基督教堂。也是天津卫理公会的中心教堂。
1932年秋，曾邀请上海伯特利布道团的宋尚节博士主领布道奋兴大会。
1958年，中国基督教新教实行联合礼拜，维斯理堂成为四座联合教堂之一，更名为'滨江道教会。
1966年起在“文革”中，教堂被占。1979年12月，滨江道堂在天津各堂中首先恢复聚会。

## 现状
1991年，因邻近的滨江商厦施工，造成维斯理堂严重受损。1995年拆除维斯理堂，在山西路与哈密道交口处北侧拆除民房重建新堂，于1996年4月建成，改名“山西路堂”。山西路堂保持了原来的八角形平面造型，面积有所增加，座位也增加到大堂1120个、小堂350个，山西路堂现任领会牧师毛雅君。

## 聚会时间
目前山西路堂每周日上午八点、十点各有两堂主日礼拜，其中每月第一个主日礼拜结束后有擘饼聚会。其余时间分别安排有青年团契聚会、查经聚会及祷告见证会等聚会团契活动。